# Trophée Raymond Lagacé
Die Trophée Raymond Lagacé (englisch Raymond Lagacé Trophy) ist eine Trophäe der Québec Major Junior Hockey League. Sie wird seit 1981 jährlich an den besten Rookie der Liga unter allen Defensivspielern verliehen.
Parallel wird ebenfalls seit 1981 für den besten Liganeuling unter den Offensivspielern die Trophée Michel Bergeron verliehen. Für den besten Liganeuling unter allen Spielern dient seit 1992 die Coupe RDS. Bis 1981 zeichnete die Trophée Michel Bergeron den besten Rookie unter allen Spielern aus.

## Liste der Gewinner
- Jahr: Nennt das Jahr, in dem der Spieler die Trophée Raymond Lagacé gewonnen hat.
- Preisträger: Nennt den Namen des Preisträgers.
- Team: Nennt das Franchise, für das der Spieler zum damaligen Zeitpunkt gespielt hat.

- Gelb unterlegte Spieler wurden in dieser Saison auch mit der Coupe RDS ausgezeichnet.

| Jahr | Preisträger             | Team                         |
| ---- | ----------------------- | ---------------------------- |
| 2025 | William Lacelle         | Rimouski Océanic             |
| 2024 | Xavier Villeneuve       | Blainville-Boisbriand Armada |
| 2023 | Marcus Kearsey          | Charlottetown Islanders      |
| 2022 | David Špaček            | Sherbrooke Phoenix           |
| 2021 | Tristan Luneau          | Gatineau Olympiques          |
| 2020 | Samuel Hlavaj           | Sherbrooke Phoenix           |
| 2019 | Jordan Spence           | Moncton Wildcats             |
| 2018 | Colten Ellis            | Rimouski Océanic             |
| 2017 | Jared McIsaac           | Halifax Mooseheads           |
| 2016 | Mathieu Bellemare       | Gatineau Olympiques          |
| 2015 | Samuel Girard           | Shawinigan Cataractes        |
| 2014 | Jérémy Roy              | Sherbrooke Phoenix           |
| 2013 | Philippe Desrosiers     | Rimouski Océanic             |
| 2012 | Zachary Fucale          | Halifax Mooseheads           |
| 2011 | Domenic Graham          | Drummondville Voltigeurs     |
| 2010 | Robin Gusse             | Chicoutimi Saguenéens        |
| 2009 | Dmitri Kulikow          | Drummondville Voltigeurs     |
| 2008 | Olivier Roy             | Cape Breton Screaming Eagles |
| 2007 | T. J. Brennan           | St. John’s Fog Devils        |
| 2006 | Ondřej Pavelec          | Cape Breton Screaming Eagles |
| 2005 | Maxime Joyal            | Québec Remparts              |
| 2004 | Julien Ellis-Plante     | Shawinigan Cataractes        |
| 2003 | Mario Scalzo            | Victoriaville Tigres         |
| 2002 | Jeff Drouin-Deslauriers | Chicoutimi Saguenéens        |
| 2001 | Tomáš Malec             | Rimouski Océanic             |
| 2000 | Kirill Safronow         | Québec Remparts              |
| 1999 | Alexei Wolkow           | Halifax Mooseheads           |
| 1998 | Alexei Tesikow          | Moncton Wildcats             |
| 1997 | Christian Bronsard      | Hull Olympiques              |
| 1996 | Mathieu Garon           | Victoriaville Tigres         |
| 1995 | Martin Biron            | Beauport Harfangs            |
| 1994 | Jimmy Drolet            | Saint-Hyacinthe Laser        |
| 1993 | Stéphane Routhier       | Drummondville Voltigeurs     |
| 1992 | Philippe DeRouville     | Verdun Collège Français      |
| 1991 | Philippe Boucher        | Granby Bisons                |
| 1990 | François Groleau        | Shawinigan Cataractes        |
| 1989 | Karl Dykhuis            | Hull Olympiques              |
| 1988 | Stéphane Beauregard     | Saint-Jean Castors           |
| 1987 | Jimmy Waite             | Chicoutimi Saguenéens        |
| 1986 | Stéphane Guérard        | Shawinigan Cataractes        |
| 1985 | Robert Desjardins       | Shawinigan Cataractes        |
| 1984 | James Gasseau           | Drummondville Voltigeurs     |
| 1983 | Bobby Dollas            | Laval Voisins                |
| 1982 | Michel Petit            | Sherbrooke Castors           |
| 1981 | Billy Campbell          | Montréal Juniors             |